# Tom Bosworth
Thomas Stewart Bosworth, noto come Tom Bosworth, soprannominato Bozzy, (Sevenoaks, 17 gennaio 1990), è un marciatore britannico.

## Biografia
Ha stabilito il record mondiale del miglio di marcia, con il tempo di 5'31"08.
Detiene i record britannici nella marcia 3 km, 5 km, 10 km e 20 km. Ha rappresentato la Gran Bretagna ai Giochi olimpici di Rio de Janeiro 2016, concludendo al sesto posto nella marcia 20 km.
Bosworth ha fatto coming out come gay al programma della BBC Victoria Derbyshire il 13 ottobre 2015. Nell'intervista ha spiegato come la sua famiglia, i suoi amici e gli altri atleti con cui gareggiava sapevano già da diversi anni che lui fosse omosessuale, e che il coming out pubblico era rivolto a un pubblico più ampio, per rispondere alle domande persistenti dei fan ed anche per sentirsi se stesso. Nell'intervista ha detto alla BBC di essere in "una relazione davvero felice" per gli ultimi quattro anni e mezzo. Ha proposto al fidanzato Harry Dineley di sposarlo sulla spiaggia di Copacabana durante i Giochi olimpici di Rio de Janeiro 2016.
Il 23 febbraio 2020 ha migliorato il record nazionale nella 5 km indoor di marcia, portandolo a 18'20"97.

## Palmarès
| Anno                                  | Manifestazione          | Sede           | Evento          | Risultato | Prestazione | Note             |
| ------------------------------------- | ----------------------- | -------------- | --------------- | --------- | ----------- | ---------------- |
| In rappresentanza della Gran Bretagna |                         |                |                 |           |             |                  |
| 2014                                  | Europei                 | Zurigo         | Marcia 20 km    | 11º       | 1h23'17"    |                  |
| 2015                                  | Mondiali                | Pechino        | Marcia 20 km    | 24º       | 1h23"58     |                  |
| 2016                                  | Giochi olimpici         | Rio de Janeiro | Marcia 20 km    | 6º        | 1h20"13     | Record nazionale |
| 2017                                  | Mondiali                | Londra         | Marcia 20 km    | dq        | dq          |                  |
| 2018                                  | Europei                 | Berlino        | Marcia 20 km    | 7º        | 1h21'31"    |                  |
| 2019                                  | Mondiali                | Doha           | Marcia 20 km    | 7º        | 1h29'34"    |                  |
| 2021                                  | Giochi olimpici         | Tokyo          | Marcia 20 km    | 25º       | 1h25'57"    |                  |
| In rappresentanza dell' Inghilterra   |                         |                |                 |           |             |                  |
| 2010                                  | Giochi del Commonwealth | Nuova Delhi    | Marcia 20 km    | 11º       | 1h30'44"    |                  |
| 2018                                  | Giochi del Commonwealth | Gold Coast     | Marcia 20 km    | Argento   | 1h19'38"    | Record nazionale |
| 2022                                  | Giochi del Commonwealth | Birmingham     | Marcia 10000 km | 7º        | 40'58"64    |                  |

## Altre competizioni internazionali
2009
- 39º in Coppa Europa di marcia (under 20) ( Metz), marcia 10 km - 52'01"

2011
- 29º in Coppa Europa di marcia ( Olhão), marcia 20 km - 1h32'48"

2012
- 72º in Coppa del mondo di marcia ( Saransk), marcia 20 km - 1h28'43"

2013
- 31º in Coppa Europa di marcia ( Dudince), marcia 20 km - 1h27'42"

2014
- 43º in Coppa del mondo di marcia ( Taicang), marcia 20 km - 1h22'53"

2015
- 16º in Coppa Europa di marcia ( Murcia), marcia 20 km - 1h23'54"

2016
- 34º ai Mondiali a squadre di marcia ( Roma), marcia 20 km - 1h22'55"

2017
- 4º in Coppa Europa di marcia ( Poděbrady), marcia 20 km - 1h21'21"